# Unité de formule

Le nitrate de mercure(I), de formule empirique, a pour unité de formule.

En chimie, une unité de formule est la plus petite unité d'une substance non moléculaire, telle qu'un composé ionique (comme un sel), un réseau solide covalent (comme la silice ou le diamant) ou un métal. De telles structures ne sont pas formées de molécules discrètes dont la formule chimique peut être déterminée sans ambiguïté, d'où l'usage pour ces substances de la notion spécifique d’unité de formule plutôt que de formule chimique. Les unités de formule indiquent généralement la stœchiométrie entre atomes des éléments constituant la substance considérée, et correspondent de ce point de vue à la formule empirique, avec la différence que l'unité de formule est dénombrable. Les deux notions ne sont cependant pas équivalentes, comme l'illustrent le persulfate de potassium K2S2O8, le nitrate de mercure(I) Hg2(NO3)2 et le peroxyde de sodium Na2O2, dont les formules empiriques sont respectivement KSO4, HgNO3 et NaO.
Des sels simples tels que le chlorure de sodium ou le chlorure de magnésium ont pour unités de formule respectivement NaCl et MgCl2. On mentionne en premier les cations, suivis par les anions, qui existent aussi bien dans le réseau cristallin qu'en solution aqueuse (Na+, Mg2+, Cl−). Pour les sels plus complexes constitués d'ions polyatomiques, on mentionne d'abord l'atome central puis ses ligands, comme le phosphate de calcium Ca3(PO4)2 et le sulfate d'ammonium (NH4)2SO4 avec les ions [NH4]+, [PO4]3− et [SO4]2−. Dans le cas des sels d'acides minéraux protonés, les atomes d'hydrogène sont traités comme des cations : le dihydrogénophosphate de sodium s'écrit NaH2PO4, ce qui est cohérent avec la manière de représenter les acides minéraux, dans lesquels les atomes d'hydrogène s'écrivent en premier (comme H3PO4 pour l'acide phosphorique), ce qui ne représente généralement pas leur structure moléculaire (P(O)(OH)3 dans le cas de l'acide phosphorique).
En cristallographie, le nombre d'unités de formule par maille cristalline est noté Z et est un élément de caractérisation de la structure cristalline d'un matériau.